# Apetahia
- Commons
- Wikispecies

Apetahia é um gênero botânico pertencente à família Campanulaceae.

## Lista de espécies
- Apetahia longistigmata
- Apetahia margaretae
- Apetahia raiateensis
- Apetahia seigelii